# Mariama Bâ
Pour les articles homonymes, voir Ba (nom de famille).
Mariama Bâ, née le 17 avril 1929 à Dakar (Sénégal) et morte dans la même ville le 17 août 1981, est une femme de lettres sénégalaise. Elle est issue d'une famille musulmane de l'ethnie Lébous. Dans son œuvre appelée Une si longue lettre, elle critique les inégalités entre hommes et femmes dues à la tradition africaine. Féministe, elle milite pour une meilleure prise en compte des questions féminines. Elle est notamment fondatrice et présidente du Cercle Fémina. Elle est membre de la Fédération des associations féminines du Sénégal (FAFS) et de l’Amicale Germaine Le Goff, regroupant toutes les anciennes normaliennes.

## Biographie

### Débuts
Mariama Bâ naît à Dakar au Sénégal en 1929, sous domination française, dans une famille fortunée. Son père était fonctionnaire de l'État puis ministre de la Santé dans un Sénégal devenu indépendant.
Après la mort prématurée de sa mère, elle est élevée par ses grands-parents dans un milieu musulman traditionnel. Son père, Amadou Bâ, est devenu ministre de la Santé du premier gouvernement sénégalais en 1957.
Elle intègre une école française, où elle se fait remarquer par ses excellents résultats. Après son certificat d'études primaires obtenu à 14 ans, elle est reçue première, en 1943, au concours d'entrée à l’École normale de Rufisque, qu’elle quitte munie d’un diplôme d’enseignement en 1947. Cette année-là, une de ses compositions, citée par Maurice Genevoix et Jacques Richard-Molard dans l'un de leurs ouvrages,, paraît dans la revue Esprit. Elle enseigne pendant douze ans dans l’école Faidherbe, située dans le quartier de la Médina à Dakar, puis demande sa mutation au sein de l’Inspection régionale de l’enseignement pour raison de santé.
De son premier mariage, avec Bassirou Ndiaye, elle a trois filles, et du second mariage avec Ablaye Ndiaye une fille Seynabou M. Ndiaye ; elle obtient le divorce de son troisième mari, le député et ministre Obèye Diop, avec qui elle a cinq enfants.

### Carrière
À la suite de son expérience du mariage, Mariama Bâ s’engage pour nombre d’associations féminines en prônant l’éducation et les droits des femmes, particulièrement des femmes mariées. Elle prononce des discours et elle écrit des articles sur la vie des femmes, notamment sur celles dont la vie est défavorisée.

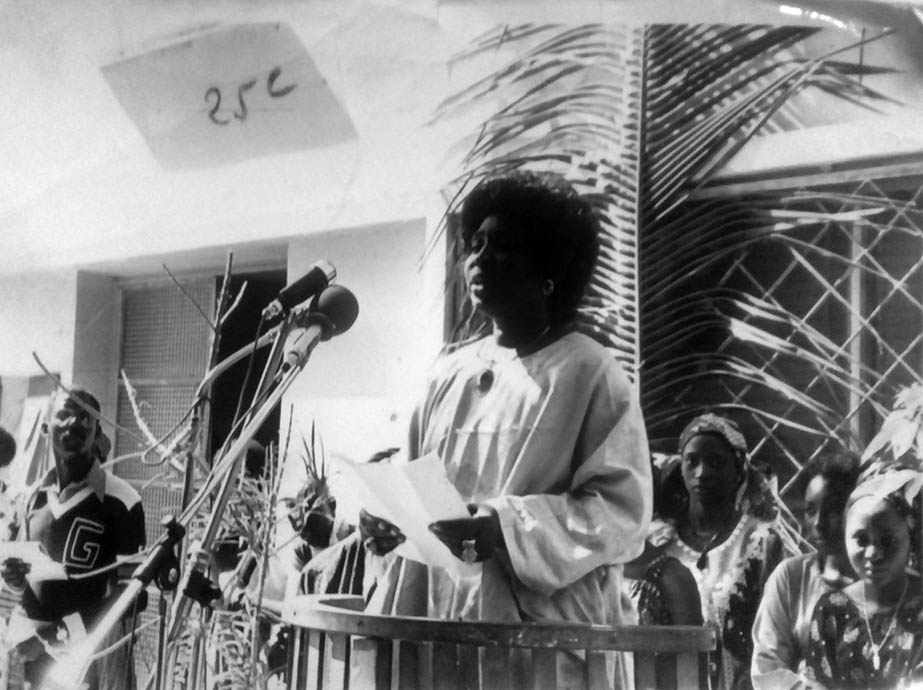
Mariama Bâ à l'École normale de Rufisque.

#### Une si longue lettre
En 1979, elle publie aux Nouvelles éditions africaines son premier roman, Une si longue lettre, dans lequel, la narratrice, Ramatoulaye, utilise le style épistolaire pour faire le point sur sa vie passée après la mort de son mari. Ce livre manifeste l'ambition féministe africaine naissante face aux traditions sociales et religieuses. Dès sa sortie, le roman connaît un grand succès critique et public ; elle obtient le prix Noma de publication en Afrique à la Foire du livre de Francfort en 1980.

#### Un chant écarlate
Elle meurt peu après d’un cancer, avant la parution, en 1982, de son deuxième roman, Un chant écarlate, qui raconte l'échec d'un mariage mixte entre un Sénégalais et une Française, du fait de l'égoïsme de l'époux et des différences culturelles,,. Jeanne-Sarah de Larquier, dans The French Review en 2004, indique dans l'introduction de son analyse du roman que  « [...] le conflit entre Mireille et Ousmane est plus complexe qu'il ne paraît et qu'il provient de deux idéologies mutuellement exclusives : une négritude radicalisée pour Ousmane et un égalitarisme oublieux des différences culturelles pour Mireille. ».

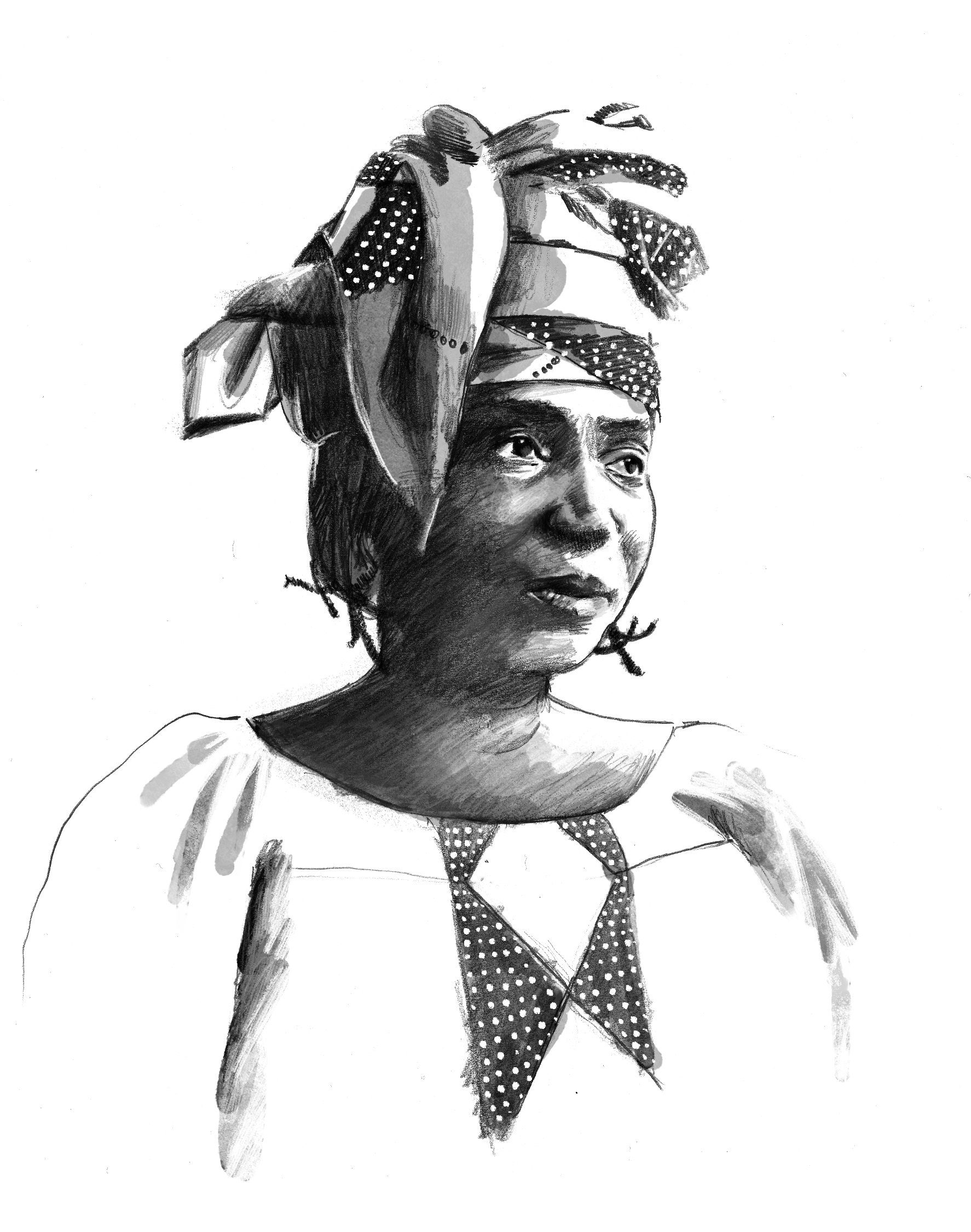
Portrait dessiné de Mariama Bâ s'inspirant d'une photographie dans le domaine public.

Ses œuvres reflètent principalement les conditions sociales de son entourage immédiat et de l’Afrique en général, ainsi que les problèmes qui en résultent : polygamie, castes, exploitation des femmes pour le premier roman ; opposition de la famille, manque de capacité de s’adapter au nouveau milieu culturel face à des mariages interraciaux pour le deuxième.

### Affiliations
Mariama Bâ milite à partir de la fin des années 1960 dans des associations de femmes. Elle est membre de la Fédération des associations féminines du Sénégal (FAFS), fondatrice et présidente du Cercle Fémina, secrétaire générale du Club Soroptimist de Dakar. Elle est aussi membre de l’amicale des Legoffiennes, nom inspiré de Germaine Le Goff, première directrice de l’École normale de Rufisque, première École normale d’institutrices africaines de l’Afrique-Occidentale française, fondée en 1938.

### Notoriété

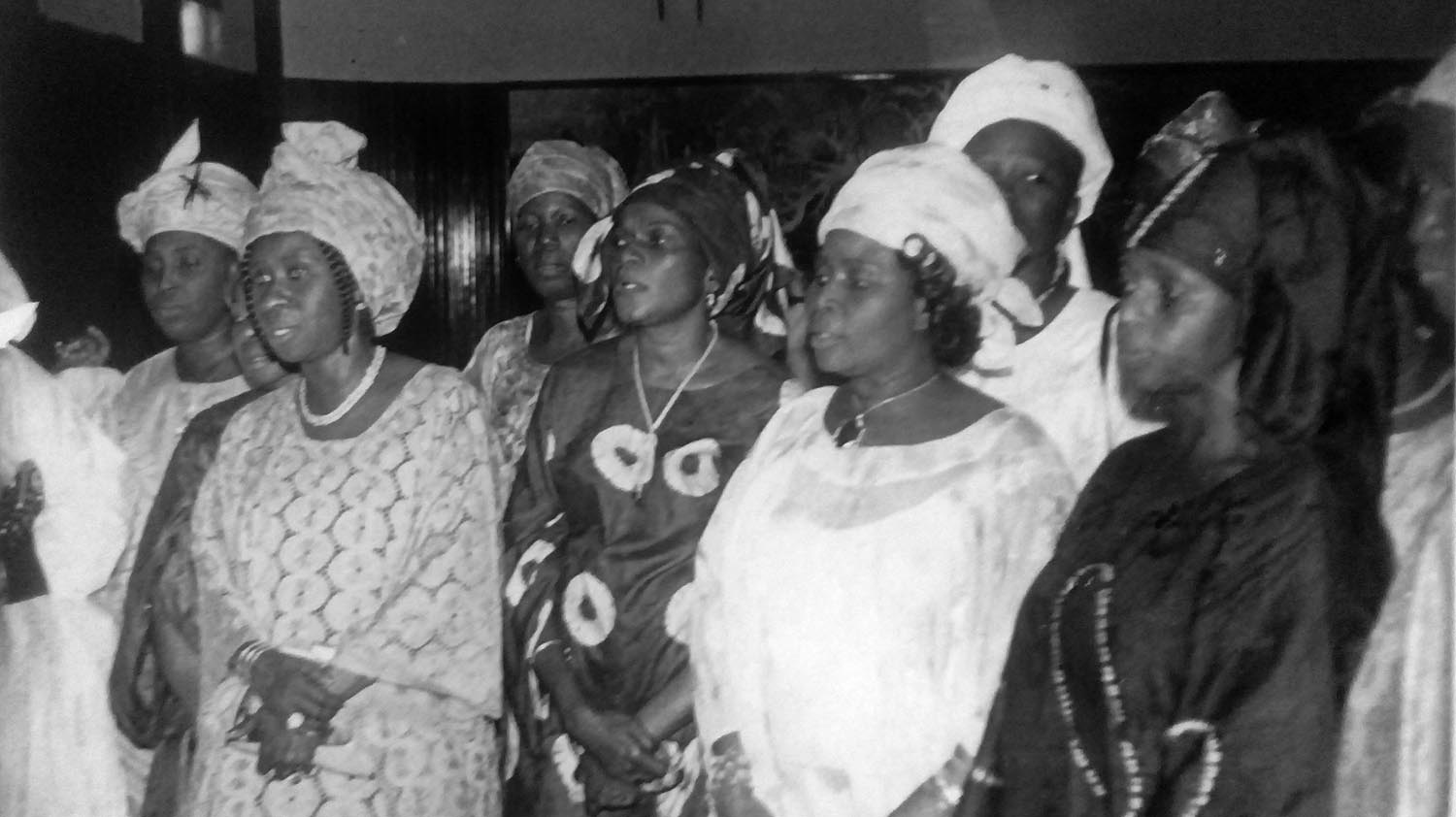
Amicale des Legoffiènnes (Mariama Bâ à gauche) dans les années 1970.

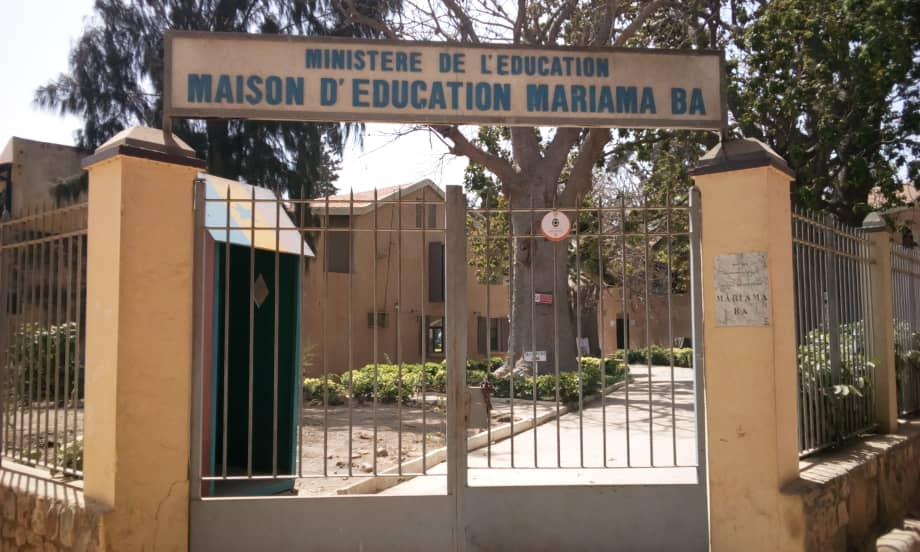
Maison d'éducation Mariama Bâ à Gorée.

L'écrivaine Mariama Bâ fait partie des « pionnières » de la littérature sénégalaise. Elle est rendue célèbre  grâce à son œuvre Une si longue lettre, qui est son premier roman publié en 1979. Dans son roman, elle décrit les inégalités entre hommes et femmes, les problèmes de castes, l'injustice à l'égard des femmes, les croyances religieuses, les coutumes et les rites notamment pour un enterrement. Elle décrit également le problème de la polygamie qui gangrène la société, où pour la plupart du temps les femmes sont meurtries, angoissées lorsqu'elles ont des coépouses qui ont parfois l'âge de leurs enfants. Son œuvre Une si longue lettre a eu tellement de succès que l’État du Sénégal a décidé de le mettre dans les œuvres au programme pour l'enseignement secondaire. Elle a fait de son œuvre un roman engagé, au nom du principe de responsabilité et du devoir de solidarité, ce qui lui vaut depuis de compter parmi les plus célèbres écrivains du Sénégal.

### Hommages
L’école des jeunes filles de l'île de Gorée porte son nom pour lui rendre hommage et un lycée de Gorée a nommé la Maison d’éducation Mariama-Bâ en son honneur.
L'artiste sud-africaine Lerato Shadi mentionne Mariama Bâ dans son œuvre-performance Seriti Se (en tswana : « dignité, aura, ombre »), 2015-2021, présentée lors de l'exposition Ce qui s'oublie et ce qui reste à Paris, au musée de l'Histoire de l'immigration. Cette œuvre questionne l'effacement historique de ces femmes, dont les noms peints en rouge ou noir sur le mur sont amenés à être progressivement effacés par les spectateurs, à qui l'artiste laisse la responsabilité de s'informer sur leur identité et leur parcours.

## Publications
- (en) Memories of Lagos (poème), L'Ouest Africain, cerca 1978 (lire en ligne)[19].
- Une si longue lettre [« So Long A letter »], Nouvelles éditions africaines, 1980 (ISBN 2-7236-0430-6 et 978-2-7236-0430-7, OCLC 7925259), Litos, 2023  (ISBN 978-2-3850-6039-8).
- Un chant écarlate, Dakar, Sénégal, Nouvelles éditions africaines, 1981 (réimpr. 2021, 2022), 250 p. (ISBN 9782723608268, lire en ligne) ; réédition, Dakar, Les Nouvelles éditions africaines du Sénégal, 2021  (ISBN 2-7236-1407-7) ; Forcalquier, Les Prouesses, 2022, préface, Axelle Jah Njiké, illustration, Elke Foltz  (ISBN 978-2-493324-00-9) ; Poche, Litos, 2024,  (ISBN 978-2-385060-71-8)[20].
- La fonction politique des littératures africaines écrites, Écriture africaine dans le monde (articles et discours de Mariama Bâ), 1981.